# Isla Doumeira
Isla Doumeira es el nombre que recibe una isla africana localizada en el mar Rojo, que posee una superficie estimada en alrededor de un kilómetro cuadrado, con 1,5 kilómetros de largo por 1 de ancho, y que se encuentra deshabitada. La isla es desde la independencia de Eritrea de Etiopía en 1993 un tema de un conflicto fronterizo entre Eritrea y Yibuti que la reclaman como parte de sus respectivos territorios. El consejo de seguridad de las Naciones Unidas en 2009 exhortó a ambos países a buscar una solución pacífica.